# Tố Nga thiên

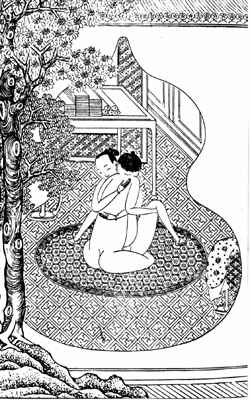
Tranh khắc gỗ minh họa một cảnh trong tiểu thuyết của Hoàng Nhất Khải

Tố Nga thiên (tiếng Trung: 素娥篇; bính âm: Sù'é piān), được dịch sang tiếng Anh thành The Moon Goddess hoặc The Lady of the Moon, là tiểu thuyết khiêu dâm của một nhà văn ẩn danh được xuất bản vào cuối thời Minh. Truyện kể về cuộc phiêu lưu tình ái của Võ Tam Tư (武三思) và người thiếp Tố Nga (素娥).

## Cốt truyện
Võ Tam Tư (武三思), người cháu giàu sang và quyền thế trong triều đình của Nữ Hoàng đế Võ Tắc Thiên, đã phải lòng Tố Nga (素娥) và lấy nàng làm thiếp. Cuốn tiểu thuyết mô tả bốn mươi ba lần quan hệ tình ái giữa Võ Tam Tư và Tố Nga, mỗi lần đều được đặt cho cái tên đầy vẻ hoa mỹ và tưởng niệm bằng một bài thơ. Đại thần Địch Nhân Kiệt (狄仁傑) nhất quyết muốn được diện kiến Tố Nga sau khi nghe nói về vẻ đẹp đặc biệt của nàng ấy; Tố Nga đồng ý sau một hồi do dự, trước khi tiết lộ với Địch Nhân Kiệt rằng mình thực ra là một "Nguyệt Nữ" bất tử. Tố Nga bèn cùng linh hồn của Võ Tam Tư khởi hành đến một cõi giới cao hơn. Một thời gian sau, có kẻ kể lại mình đã tận mắt nhìn thấy cặp đôi này ở dãy núi Chung Nam.

## Nội dung và ấn bản
Tố Nga thiên dài hơn 10.000 chữ Hán gồm khoảng 43 chương và 90 tranh minh họa được tập hợp thành 4 quyển. Mỗi tư thế quan hệ tình dục theo như mô tả trong tiểu thuyết đều được đặt cho một cái tên như "Trú Mã Bản Yên" (駐馬板鞍), "Hoa Khai Điệp Luyến" (花開蝶戀),  "Dã Độ Hoành Chu" (野渡橫舟), và "Hốt Luân Thái Cực" (囫圇太極).
Cuốn tiểu thuyết này do một nhà văn ẩn danh sử dụng bút danh Nghiệp Hoa Sinh (鄴華生) viết bằng văn ngôn. Theo lời tựa trong sách, Tố Nga thiên do thợ khắc tên là Hoàng Nhất Khải (黃一楷) đem khắc in ở Hàng Châu, và ấn hành vào khoảng năm 1610. Bản dịch tiếng Anh truyện này được E. D. Edwards chấp bút và xuất bản trong tập sách Văn xuôi Trung Quốc thời Đường (1935). Một ấn bản hoàn chỉnh của cuốn tiểu thuyết thời Minh nghi là là ấn bản duy nhất còn tồn tại và trước đây thuộc sở hữu của giáo sư Đại học Columbia Vương Tế Chân (王際真), được cất giữ trong thư viện thuộc Viện Nghiên cứu Tính dục, Giới tính và Sinh sản Kinsey ở Bloomington, Indiana.

## Cảm hứng và ảnh hưởng
Tuyển tập truyện truyền kỳ Cam trạch dao (甘澤謠) của Viên Giao (袁郊) có chép lại mẫu chuyện ngắn về Tố Nga, nữ văn nhân và thi sĩ đồng thời là ái thiếp của Võ Tam Tư, cháu trai Võ Tắc Thiên; Tố Nga về sau tiết lộ mình là "tinh linh hoa và trăng" được gửi đến cõi trần hòng "quyến rũ tâm trí và thể xác người trần gian". Câu chuyện tương tự cũng được thu thập trong Yêu vọng truyện (妖妄傳) của Chu Hi Tế (朱希济) ấn hành vào thời Đường. Nữ nhân vật chính Tố Nga trong Tố Nga thiên cũng được lấy cảm hứng từ nữ thần Mặt Trăng Hằng Nga trong thần thoại Trung Quốc. Trong tiểu thuyết khiêu dâm Chu lâm dã sử (株林野史), xuất bản từ năm 1610 đến năm 1620, nhân vật chính mang tên Tố Nga mà Olivia Milburn cho rằng có liên quan đến Tố Nga thiên.

### Trích dẫn
1. 1 2  Zhou 1995, tr. 1.
2. ↑  Denton 1986, tr. 197.
3. 1 2 3  Zhou 1995, tr. 2.
4. 1 2 3 4 5  Zhou 1995, tr. 4.
5. 1 2 3  Zhou 1995, tr. 5.
6. ↑  Zhou 1995, tr. 6.
7. 1 2 3  Zhou 1995, tr. 3.
8. ↑  Zhou 1995, tr. 7.
9. ↑  Denton 1986, tr. 202.
10. ↑  Milburn 2017, tr. 10.